# لودواسيا
لودواسيا (الاسم العلمي: Lodoicea) هو جنس نباتي يتبع فصيلة الفوفلية من رتبة الفوفليات.

## أنواع اللودواسيا
- لودواسيا مالديفية (الاسم العلمي: Lodoicea maldivica) أو جوز الهند البحري أو نارجيل البحر أو نارجيل بحري
- لودواسيا قصيرة (الاسم العلمي: Lodoicea humilis)